# Psychotria phanerandra
Psychotria phanerandra är en måreväxtart som först beskrevs av Paul Carpenter Standley och Julian Alfred Steyermark, och fick sitt nu gällande namn av Charlotte M. Taylor och David H. Lorence. Psychotria phanerandra ingår i släktet Psychotria och familjen måreväxter. Inga underarter finns listade i Catalogue of Life.